# Madathilparampil Mammen Thomas
Madathilparampil Mammen (M.M.) Thomas (Kozhencherry Kerala, India 15 mei 1916 - Manjadi, Tiruvalla, Kerala 3 december 1996) was een Indiaas theoloog, eigenlijk een chemicus, maar sinds jaren verbonden als een vooraanstaand denker en spreker binnen de Wereldraad van Kerken.

## Levensloop
Als 'M.M.' stond hij bekend in de oecumenische beweging van zijn tijd, vooral omdat men zijn voornaam niet kon uitspreken en 'mister Thomas' geen naam was die hem paste. De derde Algemene Vergadering (Assemblee) van de Wereldraad werd gehouden in 'M.M.'s vaderland, in New Delhi, in 1961 en hij was erbij.
Hij was geboren en getogen in de Syro-Malabaarse Kerk, een Orthodoxe kerk die zich erop beroept terug te gaan, niet op de westerse zending maar op die van de een van Jezus' discipelen zelf: Thomas, Mar Thoma Church. Als jongen van twintig en als afgestudeerd scheikundige begon hij zich sterk te maken voor de onafhankelijkheidsbeweging in India. Maar hij koos toch meer voor kerk en oecumene.
'M.M.' was er ook bij toen de Wereldraad vergaderde in Uppsala, Zweden in 1968 en op de Wereldzendingsconferentie in Bangkok in 1973. M.M. behoort met secretaris-generaal Philip Potter van de Wereldraad tot degenen die de Wereldraad in de jaren zestig, zeventig sterk de sociale, politieke kant uitduwde, tegen racisme en apartheid. Van M.M. zijn termen gemunt als 'spírituality of combat' (spiritualiteit van de strijd) en 'relevation of revolution'.
Thomas had zich inmiddels danig in de theologie verdiept en vroeg zijn kerk om toelating tot de heilige wijdingen, maar de kerk weigerde hem omdat men hem verdacht van communistische sympathieën. De ontwikkelingen in zijn vaderland drongen Thomas overigens gaandeweg meer richting Marx dan richting Gandhi. In Genève werd hij zo de eerste 'leek' als voorzitter van het Centraal Comité van de Wereldraad.
In kringen van Wereldraad en zending was Thomas bekend om zijn dwarse meningen. Ook in de politiek trouwens. Niet alleen kwam er al na twee jaar (1991-1993) een voortijdig eind aan zijn status van gouverneur van Nagaland wegens verschil van mening met de centrale Indiase regering, ook in de zending vertolkte hij niet de gangbare mening van zijn dagen.
Moest christelijke zending in de derde wereld wel zo nodig?, begon men zich daar af te vragen. Thomas zei er in Bangkok in 1973 onder meer dit van: zendelingen hebben stammen en dorpelingen verlost van de overheersing door de geesten van het heelal, zon, maan sterren, bergen en bomen - hen verlost van het fatalisme van de armoede. Ze hebben geprobeerd de heiligheid van de koe te laten overgaan op de mens en avondmaalsgemeenschap te stichten die de kasten overschrijdt.
Omgekeerd verzette M.M. Thomas zich tegen het 'christocentrische' denken in het westen, ook binnen de Wereldraad die Jezus als enige 'Heer en Heiland' belijdt. Dat mocht van Thomas wel ruimer. Hij betrok zijn buren - hindoes, boeddhisten en moslims - allen die 'innerlijk vernieuwd' zijn in deze brede gemeenschap van Christus. Anderen zagen dit als een 'laakbare' vermenging van godsdiensten.
M.M. Thomas was tot begin jaren negentig een veelgevraagd en gevierd spreker en gastdocent over heel de wereld. Zijn hoge, wat geaffecteerde Engels was niet voor iedereen goed te verstaan maar het was aanstekelijk en bezielde het gehoor. De Universiteit van Leiden gaf hem in 1975 een eredoctoraat en die in Uppsala in 1978.

## Werken (selectie)
- The Acknowledged Christ of the Indian Renaissance
- Risking Christ for Christ's Sake
- Nagas Towards 2000
- My Ecumenical Journey 1947-1975
- My Pilgrimage in Mission (1989)
- Response to Tyranny
- Salvation and Humanization

## Over M.M. Thomas
- Rinske Nijendijk-Cnossen, Het christocentrisch denken van M.M. Thomas (Wereld & Zending 1996)
- Adrian Bird, M.M. Thomas - Theological Signposts for the Emergence of Dalit Theology (2008)
- Wilson George, The Theolological Methodology and Spirituality of M.M. Thomas (2010)
- Zie ook het Proefschrift van Greetje Witte-Rang over H.M. de Lange (Geen recht de moed te verliezen) met uitweidingen over M.M. Thomas.

- Gemeinsame Normdatei: 118130129
- International Standard Name Identifier: 0000 0000 8300 0903
- Library of Congress Control Number: n50016859
- Nationale Bibliotheek van Tsjechië: jo20241241330
- Nationale bibliotheek van Australië: 35782205
- Nederlandse Thesaurus van Auteursnamen: 067935982
- Istituto Centrale per il Catalogo Unico: VIAV130479
- Système universitaire de documentation: 069192723
- Trove: 1084962
- Virtual International Authority File: 54937484
- WorldCat: E39PBJdM9pkbmmy86y46tWQcyd